# Perreux (Loire)
Pour les articles homonymes, voir Perreux.
Perreux est une commune française située dans le département de la Loire en région Auvergne-Rhône-Alpes.
Ses habitants sont appelés les Pariodins.

## Géographie

### Climat
Pour des articles plus généraux, voir Climat d'Auvergne-Rhône-Alpes et Climat de la Loire.
En 2010, le climat de la commune est de type climat océanique dégradé des plaines du Centre et du Nord, selon une étude du Centre national de la recherche scientifique s'appuyant sur une série de données couvrant la période 1971-2000. En 2020, Météo-France publie une typologie des climats de la France métropolitaine dans laquelle la commune est exposée à un climat de montagne ou de marges de montagne et est dans la région climatique Nord-est du Massif Central, caractérisée par une pluviométrie annuelle de 800 à 1 200 mm, bien répartie dans l’année.
Pour la période 1971-2000, la température annuelle moyenne est de 10,8 °C, avec une amplitude thermique annuelle de 16 °C. Le cumul annuel moyen de précipitations est de 762 mm, avec 10 jours de précipitations en janvier et 7,3 jours en juillet. Pour la période 1991-2020, la température moyenne annuelle observée sur la station météorologique de Météo-France la plus proche, « Riorges - Man », sur la commune de Riorges à 6 km à vol d'oiseau, est de 12,3 °C et le cumul annuel moyen de précipitations est de 711,4 mm,. Pour l'avenir, les paramètres climatiques de la commune estimés pour 2050 selon différents scénarios d'émission de gaz à effet de serre sont consultables sur un site dédié publié par Météo-France en novembre 2022.

## Urbanisme

### Typologie
Au 1er janvier 2024, Perreux est catégorisée commune rurale à habitat dispersé, selon la nouvelle grille communale de densité à sept niveaux définie par l'Insee en 2022.
Elle est située hors unité urbaine. Par ailleurs la commune fait partie de l'aire d'attraction de Roanne, dont elle est une commune de la couronne,. Cette aire, qui regroupe 88 communes, est catégorisée dans les aires de 50 000 à moins de 200 000 habitants,.

### Occupation des sols
L'occupation des sols de la commune, telle qu'elle ressort de la base de données européenne d’occupation biophysique des sols Corine Land Cover (CLC), est marquée par l'importance des territoires agricoles (83,8 % en 2018), une proportion sensiblement équivalente à celle de 1990 (84,1 %). La répartition détaillée en 2018 est la suivante : 
prairies (55,2 %), zones agricoles hétérogènes (27,2 %), forêts (8,6 %), zones industrielles ou commerciales et réseaux de communication (2,8 %), eaux continentales (2,8 %), zones urbanisées (1,9 %), terres arables (1,4 %). L'évolution de l’occupation des sols de la commune et de ses infrastructures peut être observée sur les différentes représentations cartographiques du territoire : la carte de Cassini (XVIIIe siècle), la carte d'état-major (1820-1866) et les cartes ou photos aériennes de l'IGN pour la période actuelle (1950 à aujourd'hui).

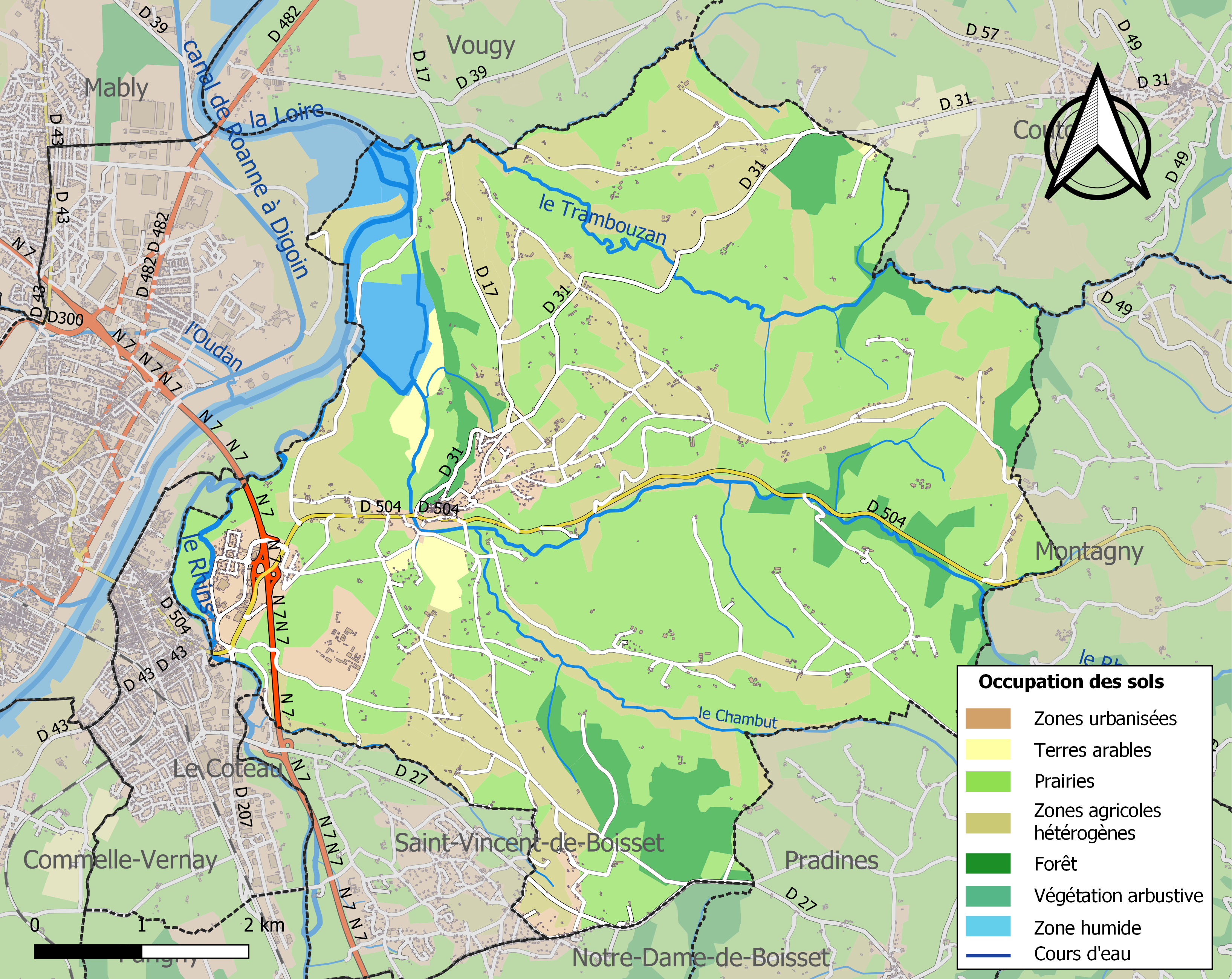
Carte des infrastructures et de l'occupation des sols de la commune en 2018 (CLC).

## Histoire
La commune portait autrefois le nom de Perreux en Beaujolais. Le blason reprend d'ailleurs sur sa gauche celui du Beaujolais
Depuis le 1er janvier 2013, la communauté de communes du Pays de Perreux dont faisait partie la commune s'est intégrée à la communauté d'agglomération Roannais Agglomération.

## Politique et administration

### Liste des maires

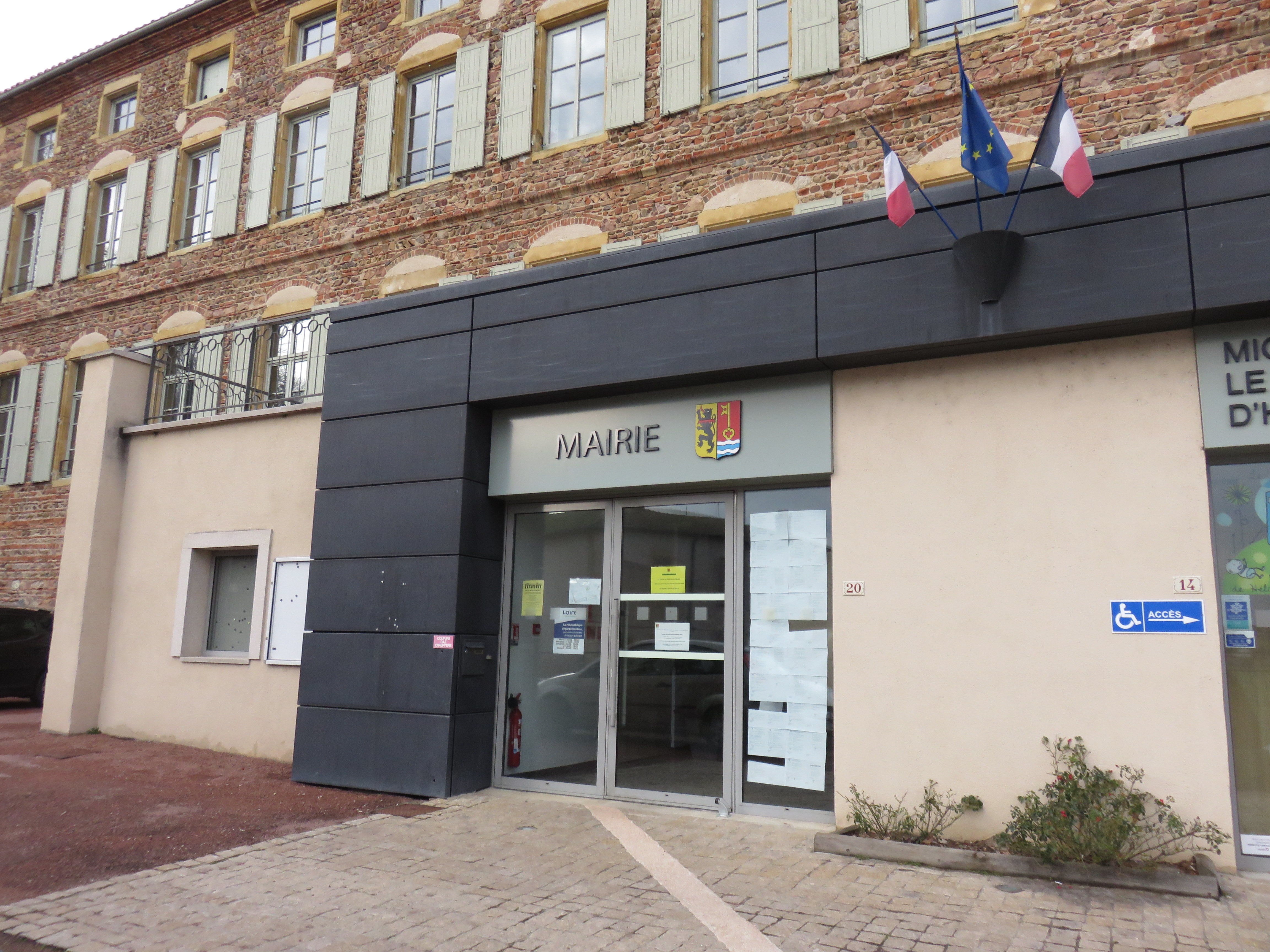
Entrée de la mairie de Perreux.

| Période                                  | Période   | Identité                       | Étiquette                              | Qualité                                                                                      |
| ---------------------------------------- | --------- | ------------------------------ | -------------------------------------- | -------------------------------------------------------------------------------------------- |
| Les données manquantes sont à compléter. |           |                                |                                        |                                                                                              |
| 1790                                     | 1792      | Jean-Marie Pomey               |                                        |                                                                                              |
| 1792                                     | 1795      | Henri-François-Marie Godard    |                                        |                                                                                              |
| 1805                                     | 1812      | Claude-Marie Varinard          |                                        |                                                                                              |
| 1812                                     | 1815      | Marc-Louis Tardy               |                                        |                                                                                              |
| 1815                                     | 1816      | Claude-Marie Varinard          |                                        |                                                                                              |
| 1816                                     | 1819      | Comte de Gayardon de Gresolles |                                        |                                                                                              |
| 1820                                     | 1821      | Jean-Marie Pomey               |                                        |                                                                                              |
| 1822                                     | 1830      | Claude Deschalant              |                                        |                                                                                              |
| 1830                                     | 1838      | Louis Corger                   |                                        |                                                                                              |
| 1838                                     | 1840      | Noël Gonindard                 |                                        |                                                                                              |
| 1840                                     | 1852      | Pierre Simonin                 |                                        |                                                                                              |
| 1852                                     | 1870      | Louis Desparas                 |                                        |                                                                                              |
| 1870                                     | 1877      | Sonnery-Chaverondier           |                                        |                                                                                              |
| 1877                                     | 1881      | Comte Ludovic du Peloux        |                                        |                                                                                              |
| 1881                                     | 1882      | Jacques Donjon                 |                                        |                                                                                              |
| 1882                                     | 1900      | Comte Ludovic du Peloux        |                                        |                                                                                              |
| 1900                                     | 1919      | Pierre Badolle                 |                                        |                                                                                              |
| 1919                                     | 1925      | Maurice Chamussy               |                                        |                                                                                              |
| 1925                                     | 1939      | Maurice Verchère               | Républicain indépendant (Conservateur) | Conseiller général du canton de Perreux (1928-1939)                                          |
| 1939                                     | 1945      | Joseph Debiesse                |                                        |                                                                                              |
| 1955                                     | 1965      | Francisque Girardin            |                                        |                                                                                              |
| 1965                                     | 1975      | Maurice Delattre               |                                        |                                                                                              |
| 1975                                     | 1983      | Albert Glo                     |                                        |                                                                                              |
| 1983                                     | 1999      | Jean-Baptiste Giraud           | DVD                                    | Conseiller général du canton de Perreux (1992-2011) Ancien vice-président du Conseil général |
| 1999                                     | 2008      | Jack Gauthier                  |                                        |                                                                                              |
| mars 2008                                | mars 2014 | Guy Monroe                     |                                        |                                                                                              |
| mars 2014                                | En cours  | Jean Yves Boire                |                                        |                                                                                              |

## Démographie
L'évolution du nombre d'habitants est connue à travers les recensements de la population effectués dans la commune depuis 1793. Pour les communes de moins de 10 000 habitants, une enquête de recensement portant sur toute la population est réalisée tous les cinq ans, les populations de référence des années intermédiaires étant quant à elles estimées par interpolation ou extrapolation. Pour la commune, le premier recensement exhaustif entrant dans le cadre du nouveau dispositif a été réalisé en 2007.

En 2022, la commune comptait 2 105 habitants, en évolution de −1,08 % par rapport à 2016 (Loire : +1,32 %, France hors Mayotte : +2,11 %).
| 1793  | 1800  | 1806  | 1821  | 1831  | 1836  | 1841  | 1846  | 1851  |
| ----- | ----- | ----- | ----- | ----- | ----- | ----- | ----- | ----- |
| 2 525 | 2 480 | 2 593 | 1 983 | 2 398 | 2 576 | 2 517 | 2 578 | 2 607 |

| 1856  | 1861  | 1866  | 1872  | 1876  | 1881  | 1886  | 1891  | 1896  |
| ----- | ----- | ----- | ----- | ----- | ----- | ----- | ----- | ----- |
| 2 652 | 2 552 | 2 493 | 2 565 | 2 461 | 2 477 | 2 481 | 2 233 | 2 230 |

| 1901  | 1906  | 1911  | 1921  | 1926  | 1931  | 1936  | 1946  | 1954  |
| ----- | ----- | ----- | ----- | ----- | ----- | ----- | ----- | ----- |
| 2 170 | 2 136 | 2 023 | 1 531 | 1 503 | 1 534 | 1 513 | 1 651 | 1 739 |

| 1962  | 1968  | 1975  | 1982  | 1990  | 1999  | 2006  | 2007  | 2012  |
| ----- | ----- | ----- | ----- | ----- | ----- | ----- | ----- | ----- |
| 1 728 | 1 907 | 1 885 | 1 933 | 1 985 | 2 075 | 2 167 | 2 163 | 2 212 |

| 2017  | 2022  | - | - | - | - | - | - | - |
| ----- | ----- | - | - | - | - | - | - | - |
| 2 114 | 2 105 | - | - | - | - | - | - | - |

## Culture locale et patrimoine
- Chapelle Saint-Véran (inscrit MH).
- Église Saint-Bonnet de Perreux.

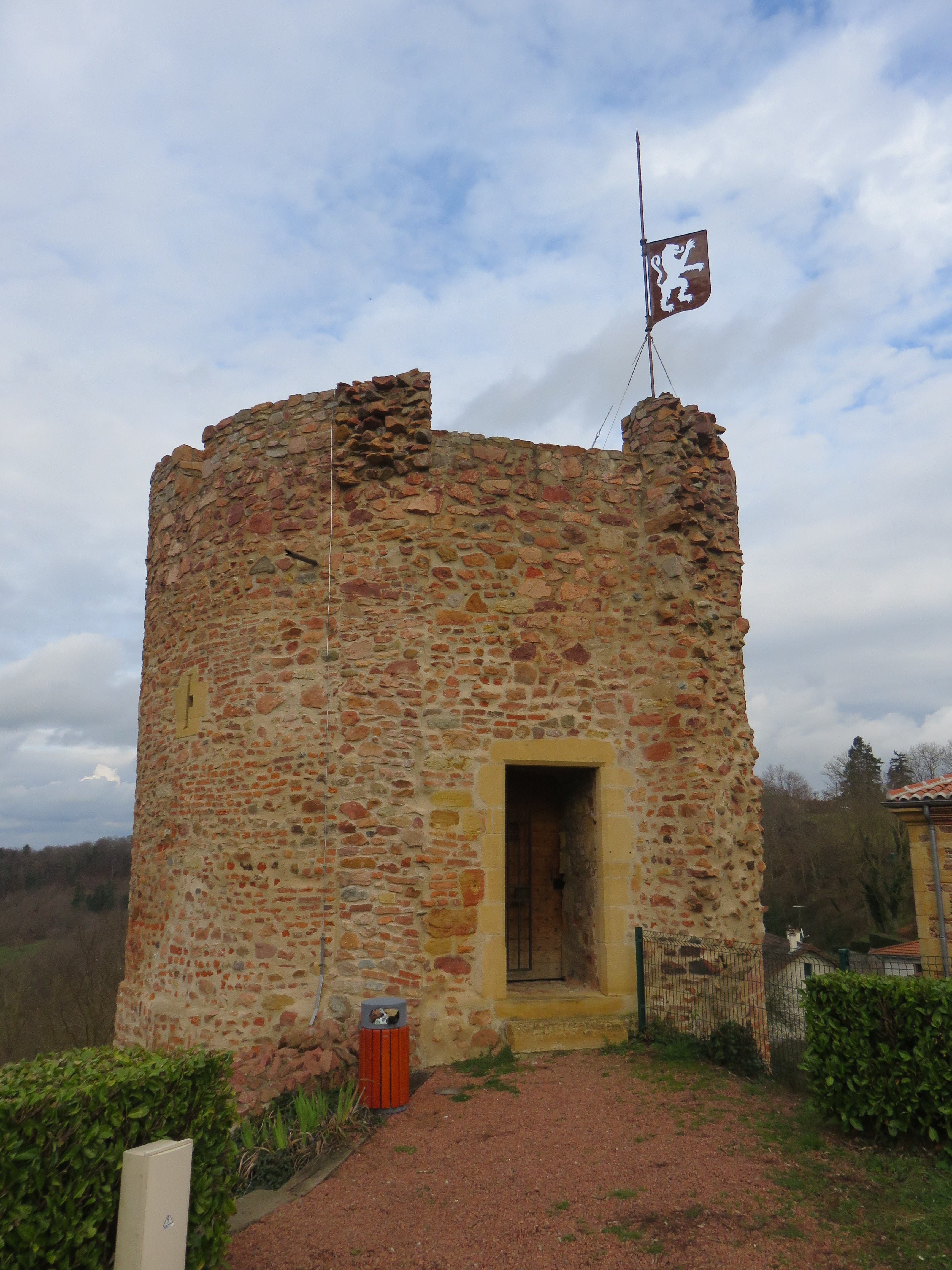
Ancienne tour.
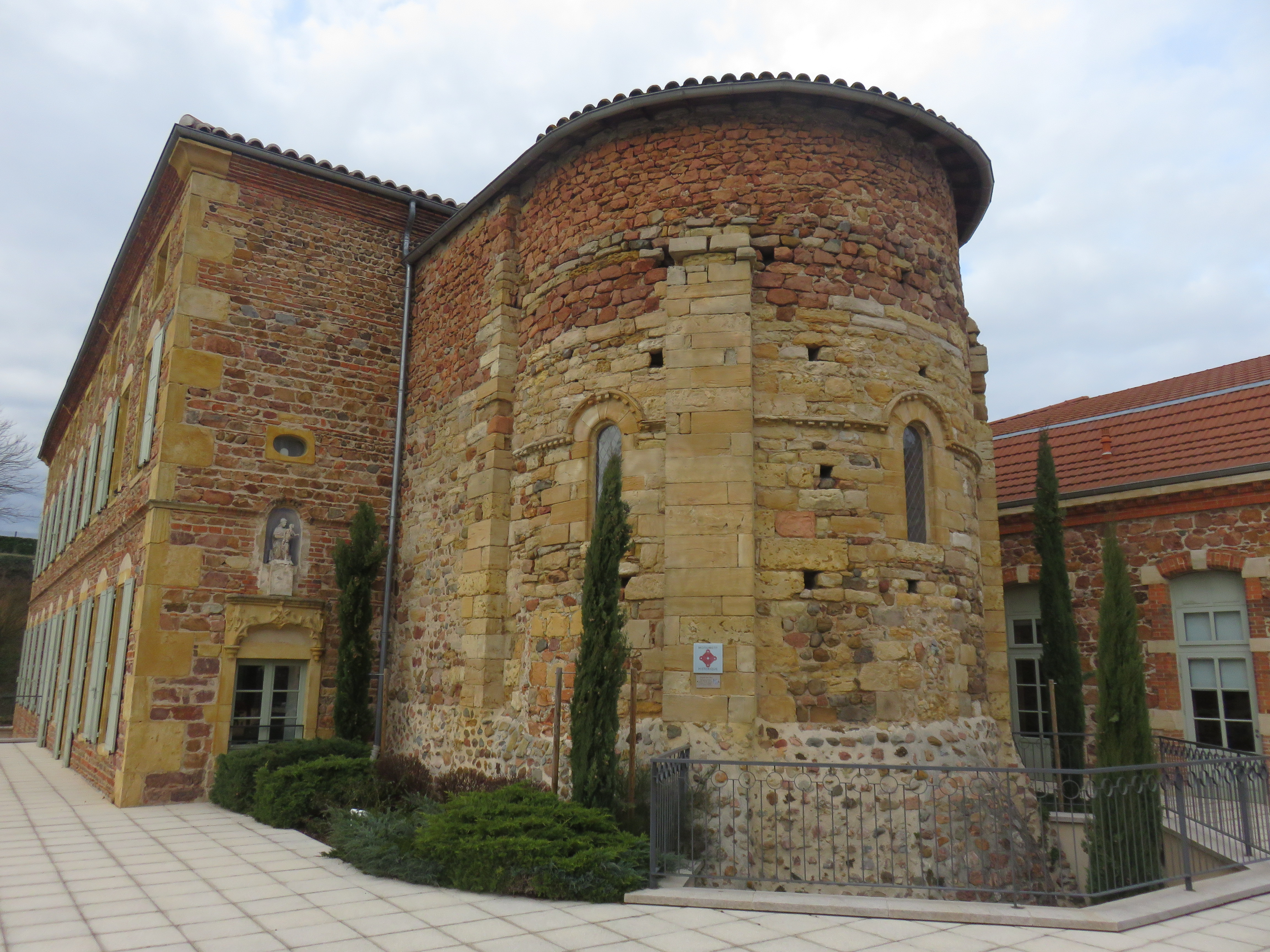
Chapelle Saint-Véran (inscrit MH).
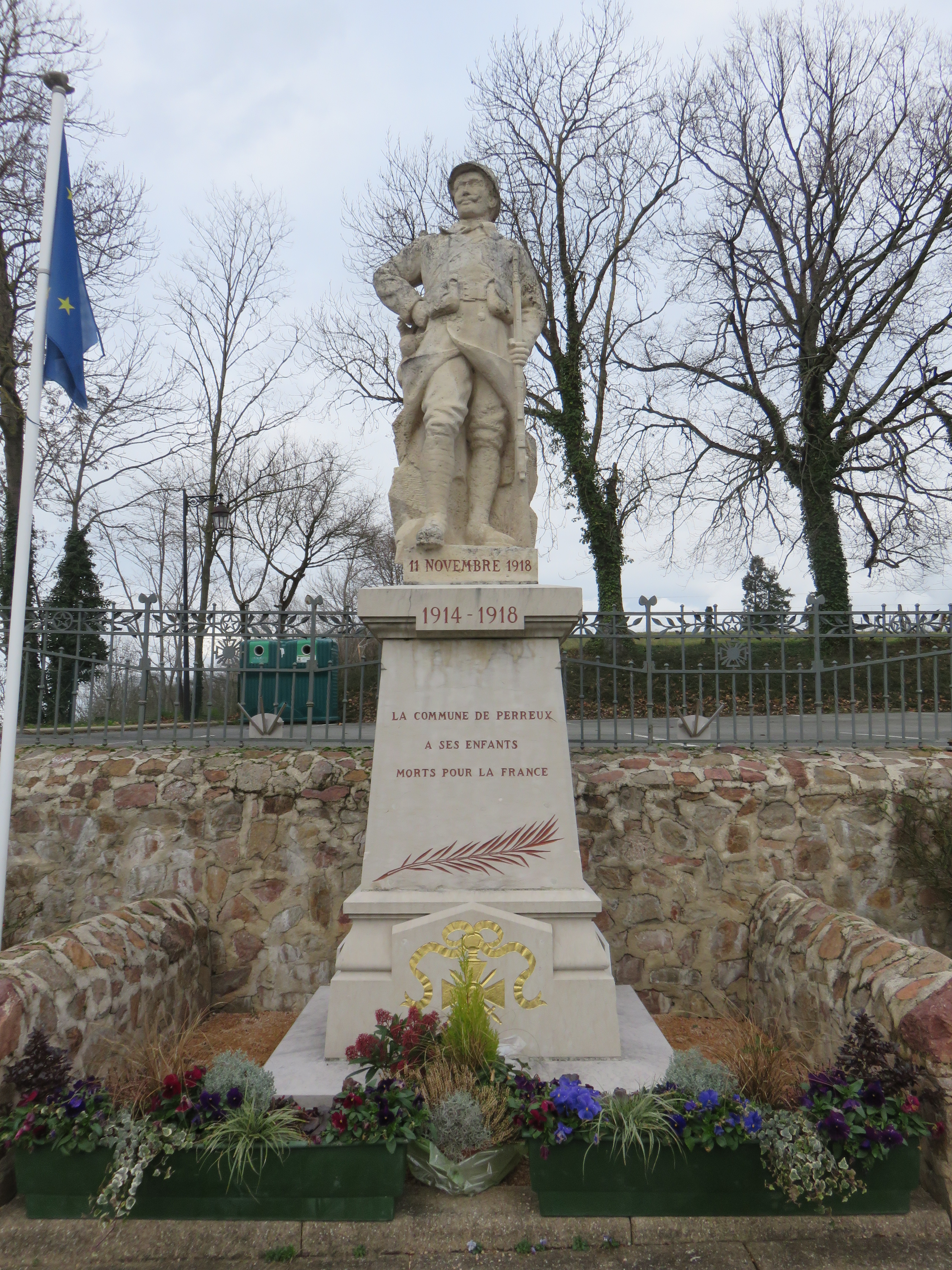
Monument aux morts.

- Au cimetière de Perreux reposent certaines des victimes du combat de Neaux, le 18 août 1944.

### Héraldique
|  | Les armoiries de Perreux se blasonnent ainsi : Parti ; au premier d’or au lion de sable armé et lampassé de gueules, au lambel de cinq pendants du même brochant, au second de gueules à la clef d’or soutenue d’une champagne fascée ondée d’argent et d’azur de quatre pièces. |

## Personnalités liées à la commune

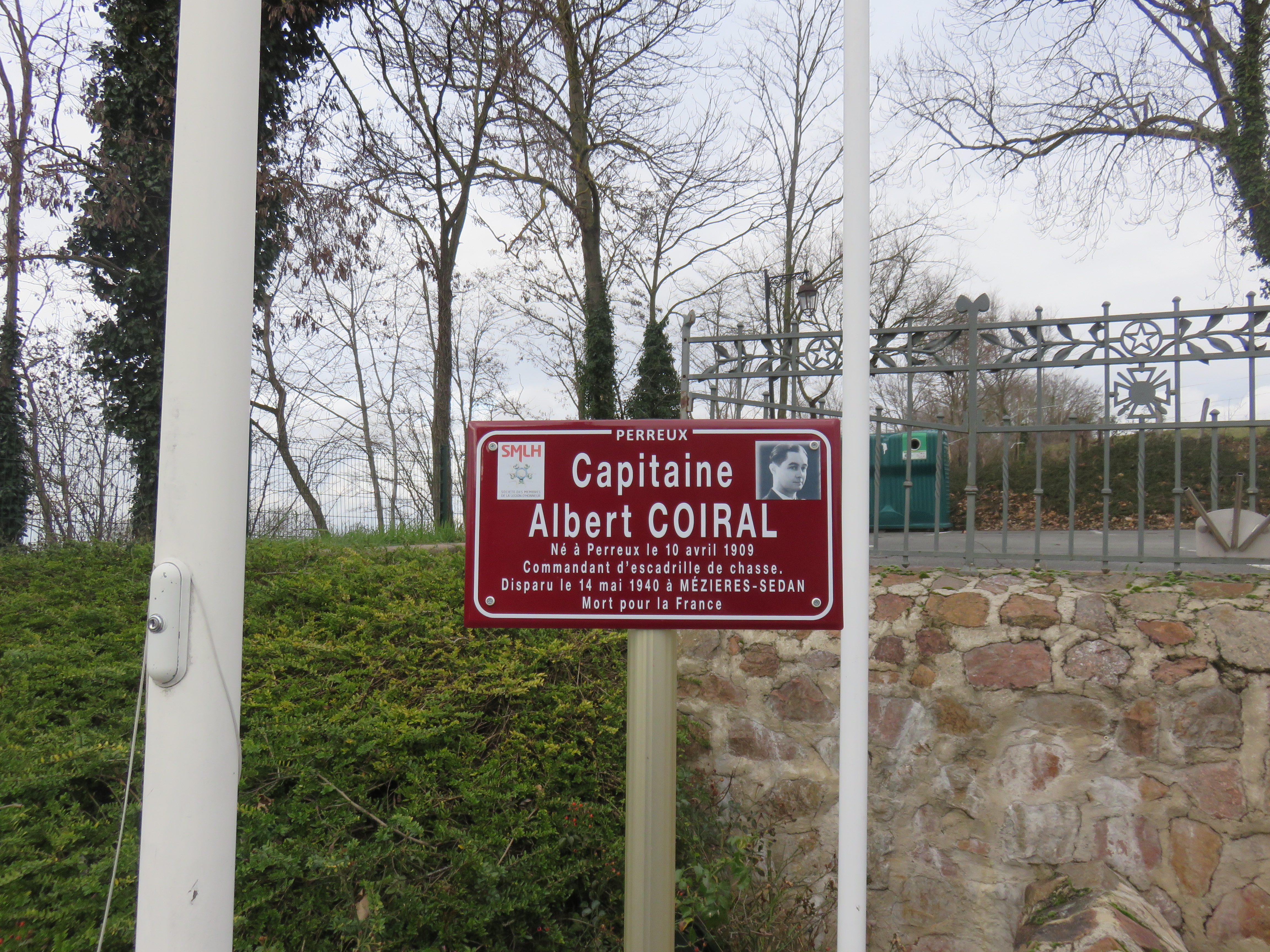
Plaque en hommage au Capitaine Coiral.

- Joseph Devillaine, (° 1796 - † 1868) banquier et homme politique français, né à Perreux.
- Jean-Natalis-François Gonindard, né le 1er janvier 1838), coadjuteur puis archevêque de Rennes, né à Perreux.
- Louis Monroë dit Roë (1862-1934), colonel puis général pendant la Première Guerre mondiale, né à Perreux.
- Fernand Girault, (° 1891 - † 1965) député de la Loire de 1936 à 1942, conseiller d'arrondissement de Perreux.

## Sport
Les aiglons de Perreux sont le club de basket de la ville tandis que le FC Perreux est le club de foot.